# Badminton-Südamerikameisterschaft 2018
Die Badminton-Südamerikameisterschaft 2018 fand vom 25. November bis zum 2. Dezember 2018 in Lima in Peru statt.

## Sieger und Platzierte
| Disziplin    | Gold | Silber | Bronze |
| ------------ | --- | --- | --- |
| Herreneinzel | Artur Silva Pomoceno | Cleyson Nobre Dos Santos | Mateus Carijo Cutti |
| Herreneinzel | Artur Silva Pomoceno | Cleyson Nobre Dos Santos | Bruno Barrueto |
| Dameneinzel  | Daniela Macías | Fernanda Saponara Rivva | Paula La Torre |
| Dameneinzel  | Daniela Macías | Fernanda Saponara Rivva | Inés Castillo |
| Herrendoppel | Alisson de Souza Vasconcellos Mateus Carijo Cutti | João Marcos Da Silva Moreira Waleson Vinicios Evangelista Dos Santos | Bruno Barrueto Daniel La Torre |
| Herrendoppel | Alisson de Souza Vasconcellos Mateus Carijo Cutti | João Marcos Da Silva Moreira Waleson Vinicios Evangelista Dos Santos | Diego Subauste José Guevara |
| Damendoppel  | Dánica Nishimura Daniela Macías | Stefany Chen Chen Valeria Wong Lam | Inés Castillo Paula La Torre |
| Damendoppel  | Dánica Nishimura Daniela Macías | Stefany Chen Chen Valeria Wong Lam | Daniela Zapata Hermoza María Delia Zambrano |
| Mixed        | Diego Mini Paula La Torre | Waleson Vinicios Evangelista Dos Santos Gabriele Cavalcante Pereira | Felippe Cury Jeisiane Alves |
| Mixed        | Diego Mini Paula La Torre | Waleson Vinicios Evangelista Dos Santos Gabriele Cavalcante Pereira | Daniel La Torre Dánica Nishimura |
| Mannschaft   | Peru Mario Cuba Bruno Barrueto José Guevara Takeshi Isa Diego Mini Daniel La Torre Inés Castillo Daniela Macías Dánica Nishimura Fernanda Saponara Rivva Paula La Torre Daniela Zapata | Brasilien Victor Alves João Bajer Felipe Cury Mateus Cutti Igor Ibrahim João Marcos Moreira Artur Silva Pomoceno Waleson dos Santos Alisson de Souza Vasconcellos Matheus Voigt Jeisiane Alves Gabrielle Cavalcante Emanuelly Rocha Farias Monaliza Feitosa Mariana Pedrol Freitas Jackeline Luz Bianca de Oliveira Lima | Chile Patricio Álvarez Cristian Araya Sacha Debouzy Fernando Lillo Diego Mabe Matias Mabe Alonso Medel Javier Pinilla Jerman Quilodrán Fernando Sanhueza Ricky Vergara Javiera Islas Ashley Montre Constanza Naranjo Mickaela Skaric Javiera Torres Valentina Uribe Valentina Vasquez Catalina Villanueva |

## Teams
| Platz | Team        | Pld | W | L | MF | MA | MD  | GF | GA | GD  | PF  | PA  | PD   | Pts | Qualifikation |
| ----- | ----------- | --- | - | - | -- | -- | --- | -- | -- | --- | --- | --- | ---- | --- | ------------- |
| 1     | Peru        | 3   | 3 | 0 | 14 | 1  | +13 | 28 | 4  | +24 | 657 | 406 | +251 | 3   | 1.            |
| 2     | Brasilien   | 3   | 2 | 1 | 10 | 5  | +5  | 23 | 10 | +13 | 632 | 528 | +104 | 2   | 2.            |
| 3     | Chile       | 3   | 1 | 2 | 4  | 11 | −7  | 8  | 23 | −15 | 480 | 578 | −98  | 1   | 3.            |
| 4     | Argentinien | 3   | 0 | 3 | 2  | 13 | −11 | 5  | 27 | −22 | 398 | 655 | −257 | 0   | 4.            |